# Conall Corc
Conall Corc (ur. ok. 340, zm. ok. 431) – fundator Cashel i król Munsteru z dynastii Eóganacht od ok. 379 do swej śmierci, syn Luigthecha (Lugaida), prawdopodobnie syna Aililla III Flannbeca, legendarnego króla Munsteru, prawdopodobnie przybrany syn i następca Crimthanna Mora („Wielkiego”), legendarnego króla Munsteru i arcykróla Irlandii.
Legendy irlandzkie opowiadają, że gdy Conall („Przyjazny”) był dzieckiem, wiedźmy pod wodzą Feidlim postanowiły pozabijać chłopczyków. Opiekunki dowiadując się o tym, schowały go wraz z innymi pod obróconym do góry kotłem. Wiedźmy rzuciły ogień, którego iskra trafiła i nadpaliła ucho Conalla. Z tego powodu zostało zabarwione na czerwono (corcra). Stąd otrzymał przydomek „Corc”.
Imię i tożsamość ojca Corca jest owiane tajemnicą. Na pewno był spokrewniony z proto-Eóganacht. Wymieniono go niezgodnie w genealogiach i opowiadaniach pod imieniem Lugaid lub Láre. Dalsze pomieszanie spowodowane zostało przez fakt, że pewien Láre Fidach jest podawany za ojca Crimthanna Mora w jednym źródle (Laud 610). W innych opowiadaniach Crimthann to jego brat stryjeczny lub kuzyn. 
Pierwszą żoną Corca została Aoibinn (Aoibinne, Aimend), córka Óengusa Bolga, króla Corcu Loígde. Irlandzkie sagi podają, że młody Corc, by uniknąć nienaturalnej miłości swej macochy, uciekł do Szkocji, gdzie poślubił drugą żonę Mongfind, córką Feredacha Findféchtnacha, króla Piktów (Mongfind prawdopodobnie została pomieszana z irlandzką królową tego samego imienia, siostrą Crimthanna Mora).
Corc, nie będąc chrześcijaninem, był jednym z trzech królów lub książąt wyznaczonych przez parlament w Tarze w czasach św. Patryka, by przejrzeć, zbadać i dostosować wszystkie pomniki starożytności (genealogie, kroniki i zapiski królestwa). Razem z Dubthachem, Fergusem i Rossą mac Trichinn był głównym antykwariuszem Irlandii. Według kilku autorów od imienia Corca pochodzi nazwa miasta Cork.

## Potomstwo
Conall Corc pozostawił po sobie jedenastu synów. Czterech z nich urodziła mu pierwsza żona Aoibinn (Aimend): 
- Nad Froích, następca na tronie Munsteru, przodek Eóganacht Chaisil, Eóganacht Glendamnach, Eóganacht Áine i Eóganacht Airthir Cliach
- Mac Cas, przodek Eóganacht Raithlind i Uí Echach Muman (rody: O’Mahony, O’Donoghue, etc.)
- Mac Brócc, przodek Uí Maic Brócc
- Mac Iair lub Ciair, przodek Uí Maic Iair

Synowie z drugiej żony Mungfionn (Mongfinn): 
- Cairbre Luachra („z Sliob Luachra”; na granicy Cork-Kerry), przodek Eóganacht Locha Léin
- Cairbre Cruithnechán („Syn Piktyjki”), brat bliźniak Cairbre’a, przodek Eóganacht Maige Gerginn i nAlbain
- Maine Leambna („z Leven”; od Loch Leven w Szkocji), przodek Lemnaig i nAlbain, Aiste (Tuosist), Aos Alla (w Dhallow) i Aos Greine (w Pallasgreen, hr. Limerick)
- Croanan, przodek Cuircus, klanu z Westmeath

Trzej pozostali młodsi synowie (z kobiety o imieniu Miss?):
- Degaid, przodek Uí Muircadhaigh i Uí Deaghidh
- Trena, przodek Cuircue
- MacLaire, przodek Uí MhicLaire